# Phạm Bái
Phạm Bái (13/12/1925 - 12/10/2019) là chính khách Việt Nam. Ông từng là Chủ tịch Hội Nông dân Việt Nam, nguyên Đại biểu Quốc hội khóa VIII (1987-1992), nguyên Bí thư Tỉnh ủy Thái Bình

## Thân thế và sự nghiệp
Phạm Bái sinh ngày 13/12/1925 tại thôn Nam Huân, xã Đình Phùng (Kiến Xương) trong một gia đình giàu có. Tuy nhiên, ngay từ nhỏ ông đã chịu ảnh hưởng sâu sắc về tư tưởng cộng sản và phong trào đấu tranh giành độc lập dân tộc của người cha và những chí sĩ yêu nước khác. Vì vậy, cũng như cha mình, Phạm Bái đã từ bỏ cuộc sống giàu sang, lựa chọn con đường cách mạng để cống hiến cho dân, cho nước. Do sớm giác ngộ cách mạng và được sự chỉ bảo của người cha, ngay từ năm 1945, khi mới 20 tuổi Phạm Bái đã vinh dự đứng trong hàng ngũ của Đảng. Những năm sau đó ông hăng hái tham gia các hoạt động cách mạng ở Thái Bình, Nam Định và ở trung ương. Năm 1959, ông vinh dự được chọn cử đi học Trường Đảng cao cấp tại Liên Xô trong 3 năm. Trở về nước, ông tiếp tục tham gia công tác Đảng tại quê hương Thái Bình. Tham gia Ban Thường vụ Tỉnh ủy từ năm 1963, đến năm 1977, ông vinh dự tham gia Ban Chấp hành Trung ương Đảng, đảm nhận cương vị Bí thư Tỉnh ủy đến năm 1984. Trên cương vị người đứng đầu Tỉnh ủy, giai đoạn 1977 - 1979, đồng chí Phạm Bái cùng Ban Chấp hành tiếp tục lãnh đạo địa phương thực hiện phương châm hành động “từ đất và sức lao động đi ra, từ lúa và lợn đi lên” và đề ra 4 hướng cơ bản nhằm xây dựng Thái Bình thành tỉnh có cơ cấu nông nghiệp phát triển, có nền văn hóa và đời sống tốt đẹp, có con người mới xã hội chủ nghĩa. Bước sang giai đoạn 1979 - 1983, đồng chí Phạm Bái trên cương vị Bí thư Tỉnh ủy tiếp tục có những đóng góp quan trọng góp phần phát triển kinh tế - xã hội địa phương. Xác định rõ nhiệm vụ chính trị cơ bản của tỉnh thời kỳ này là tiếp tục nắm vững phương châm hành động “từ đất và sức lao động đi ra, từ lúa và lợn đi lên”. Đặt mục tiêu trong 2 năm (1980 - 1981) phải tập trung sức mạnh tổng hợp của toàn Đảng bộ và nhân dân thực hiện tốt 5 nhiệm vụ trọng tâm: Tổ chức và sử dụng tốt sức lao động, khai thác mọi tiềm năng đất đai, tài nguyên vùng biển, cơ sở vật chất kỹ thuật và những kinh nghiệm có sẵn tạo ra bước chuyển mới và mạnh mẽ phát triển nông nghiệp và nông sản chế biến cho xuất khẩu; trên cơ sở xây dựng lực lượng vũ trang, củng cố quốc phòng, sẵn sàng chiến đấu, giữ gìn an ninh chính trị, trật tự an toàn xã hội; kiên quyết đấu tranh khắc phục những mặt tiêu cực trong hoạt động kinh tế và xã hội, nhất là tệ ăn cắp, hối lộ, ức hiếp quần chúng...; tăng cường công tác xây dựng Đảng về chính trị, tư tưởng và tổ chức, phát huy vai trò lãnh đạo và sức chiến đấu của Đảng; khắc phục khó khăn đưa hoạt động kinh tế - xã hội trong tỉnh chuyển dần sang cơ chế mới, thực hiện thắng lợi kế hoạch nhà nước giai đoạn 1981 - 1986. Ngoài đảm nhận các cương vị lãnh đạo chủ chốt của tỉnh, đồng chí Phạm Bái còn tham gia công tác tại Ban Tổ chức Trung ương, làm Phó Trưởng đoàn chuyên gia Trung ương tại Campuchia, Chủ tịch Hội Nông dân Việt Nam và là đại biểu Quốc hội khóa VIII.

## Qua đời
Do tuổi cao, sức yếu, lâm bệnh nặng, đồng chí Phạm Bái đã từ trần hồi 14 giờ ngày 12/10/2019 (tức 14/9 âm lịch) tại nhà riêng, số nhà 17A, phố Hàm Long, phường Phan Chu Trinh, quận Hoàn Kiếm, Hà Nội. 
Linh cữu đồng chí Phạm Bái được quàn tại nhà tang lễ số 5 Trần Thánh Tông, Hà Nội.
Lễ viếng đồng chí Phạm Bái được tổ chức từ 7h - 9h30’ ngày 16/10/2019 (tức ngày 18/9 Kỷ Hợi); lễ truy điệu vào hồi 9h30’ ngày 16/10/2019, sau đó di quan và hỏa táng tại Đài hóa thân hoàn vũ Văn Điển, Hà Nội; Lễ an táng từ 7h - 8h30’ ngày 17/10/2019 tại nghĩa trang xã Đình Phùng, huyện Kiến Xương, tỉnh Thái Bình.